# Dean DeBlois

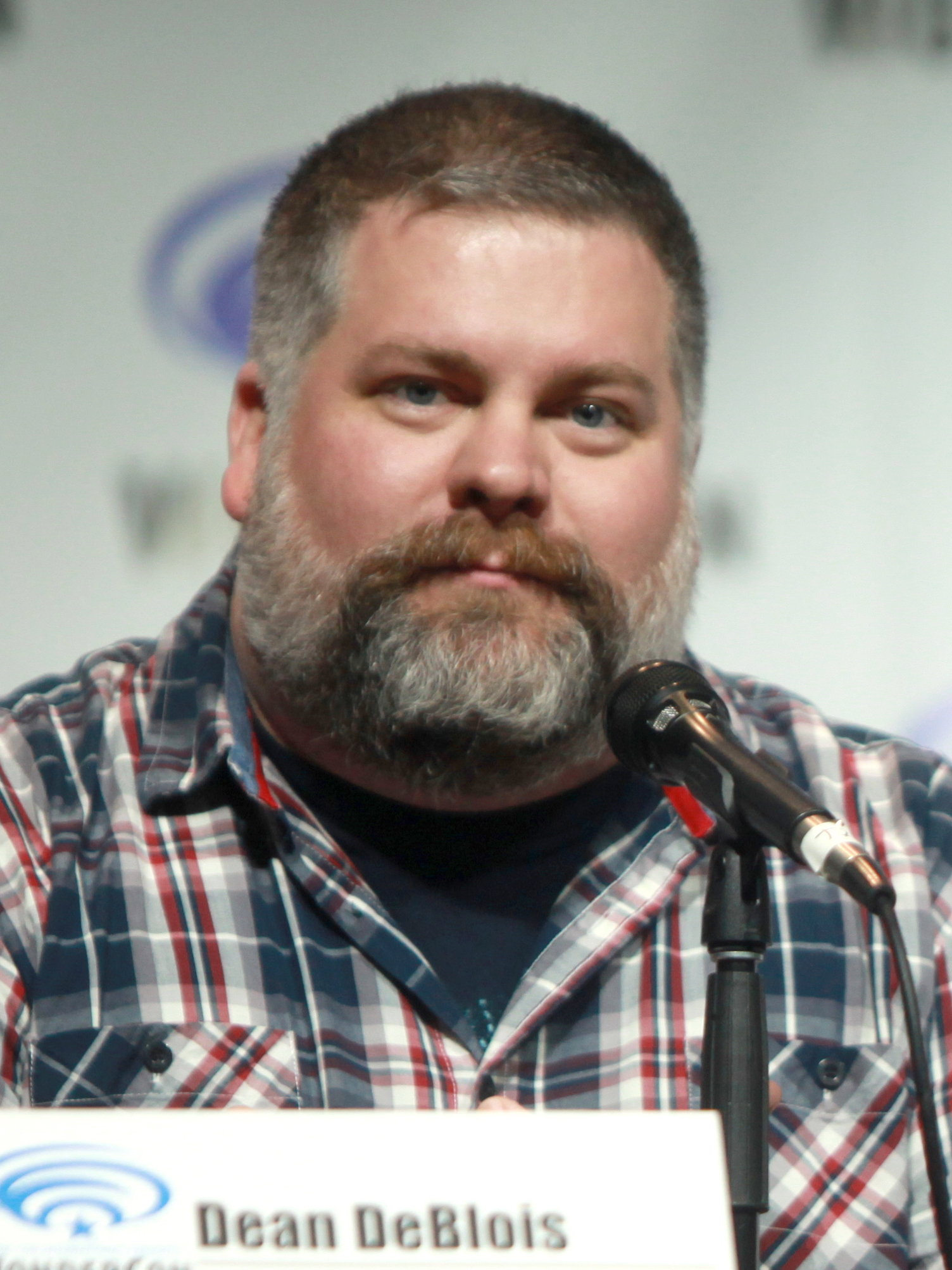
Dean DeBlois (2014)

Dean DeBlois (* 7. Juni 1970 in Aylmer, Québec) ist ein kanadischer Regisseur und Drehbuchautor, besonders bekannt wegen seiner Arbeit als Autor und Regisseur der Oscar-nominierten Filme Lilo & Stitch und Drachenzähmen leicht gemacht. Er hat auch bei dem Dokumentarfilm Heima von Sigur Rós Regie geführt.

## Leben
DeBlois begann seine Karriere als Assistent Trickfilmzeichner und Layouter bei den Hinton Animation Studios/Lacewood Productions in Ottawa (Ontario) und nahm gleichzeitig an dem Programm für klassische Animation an dem Sheridan College in Oakville (Ontario) drei Jahre teil. Von 1988 bis 1990 arbeitete DeBlois an der Fernsehserie Die Raccoons, dem Fernsehspecial The Teddy Bears’ Picnic, und dem Spielfilm Der Nußknacker-Prinz mit.
1990, nach dem Abschluss seines Studiums an dem Sheridan College, wurde DeBlois von den Sullivan Bluth Studios in Dublin (Irland) eingestellt. Dort arbeitete er als Layouter, Charakter-Designer und Storyboard-Assistent von Don Bluth, bei Spielfilmen wie A Troll in Central Park and Däumeline.
Im Jahr 1994 ist DeBlois von Dublin nach Los Angeles umgezogen, um seine Arbeit als Storyboard Autor bei Walt Disney Feature Animation anzufangen. Dort hat er als Koautor des Handlungsablauf bei dem Film Mulan die Arbeit von Chris Sanders, sein häufiger Mitarbeiter, weitergeführt. Kurz danach haben sie bei der Erstellung des Filmes Lilo & Stitch nochmal zusammengearbeitet.
2002 verkaufte DeBlois mehrere eigene Filmprojekte, darunter einer Irish Geistergeschichte (The Banshee and Finn Magee), einem Psychothriller (The Lighthouse), und einer Abenteuergeschichte (Sightings), die jeweils von Walt Disney Pictures, Touchstone Pictures und Universal Studios genommen wurden. Derzeit sind all drei Projekte noch in Entwicklung.
2007 hat DeBlois mit dem von der Kritik gelobte abendfüllenden Film Heima seine erste Arbeit bei Dokumentarfilmen gemacht. Der Film zeigt die heimkehrende Konzert-Odyssee der isländischen Postrock-Band Sigur Rós.
Im Oktober 2008 kam DeBlois zu den Trickfilmen zurück. DeBlois hat als Drehbuchautor und Regisseur beim Animationsfilm Drachenzähmen leicht gemacht (DreamWorks Animation) wieder mit seinem Kollegen Sanders zusammengearbeitet. Das Duo projektierte die Handlung des Filmes in andere Richtung und, unter dem Druck eines engen Terminplans, führte die Produktion zu ihrer Premiere im März 2010. DeBlois erhielt 2011 für seine Arbeit an Film zwei Annie Awards.
In dieser Zeit hat DeBlois auch bei einem Musikfilm über den Sänger Jónsi von Sigur Rós Regie geführt. Der Film heißt Go Quiet, und daneben wurde ein Konzert, das Jónsi: Live at The Wiltern heißt, von DeBlois gefilmt.
Danach arbeitete Deblois als Drehbuchautor, Regisseur und Produzent an der Fortsetzung von Drachenzähmen leicht gemacht, die von ihm als „der epische zweite Akt einer viel längeren Geschichte“ beschrieben wurde.

## Filmografie

### Regisseur
- 2002: Lilo & Stitch
- 2007: Heima (Dokumentarfilm)
- 2010: Drachenzähmen leicht gemacht (How to Train Your Dragon)
- 2010: Go Quiet
- 2014: Drachenzähmen leicht gemacht 2 (How to Train Your Dragon 2)
- 2019: Drachenzähmen leicht gemacht 3: Die geheime Welt (How to Train Your Dragon: The Hidden World)
- 2025: Drachenzähmen leicht gemacht (How to Train Your Dragon)

### Drehbuchautor
- 2002: Lilo & Stitch
- 2003–2006: Lilo & Stitch (Fernsehserie, Schöpfer)
- 2010: Drachenzähmen leicht gemacht (How to Train Your Dragon)
- 2014: Drachenzähmen leicht gemacht 2 (How to Train Your Dragon 2)
- 2019: Drachenzähmen leicht gemacht 3: Die geheime Welt (How to Train Your Dragon: The Hidden World)
- 2025: Drachenzähmen leicht gemacht (How to Train Your Dragon)

### Anderes
- 1989: Die Raccoons (The Raccoons, Trickfilmzeichner)
- 1989: The Teddy Bears’ Picnic (Trickfilmzeichner)
- 1990: Der Nußknacker-Prinz (The Nutcracker Prince, Trickfilmzeichner, Layouter)
- 1994: Däumeline (Thumbelina, Layouter)
- 1994: A Troll in Central Park (Layouter)
- 1998: Mulan (Koautor des Handlungsablauf)
- 2001: Atlantis – Das Geheimnis der verlorenen Stadt (Atlantis: The Lost Empire, Entwurf des Handlungsablauf)
- 2007: Heima (Kameramann)
- 2010: Go Quiet (Editor, Kameramann)